# 久米宏のがん戦争
久米宏のがん戦争シリーズは、1983年から2004年2月25日までテレビ朝日系列局で放送されていた医療ドキュメンタリー番組。

## 概要
この番組は久米宏の「ライフワーク」番組であった。 
1983年～1986年は「月曜ワイド劇場」のドキュメンタリー企画として毎年放送されていた。特に1985年と1986年は「ニュースステーション」の直前で放送されていた。
1990年代末期～2000年代初めの数年間は「サンデープレゼント」の時間で放送されていた事もあった。
2004年3月に「ニュースステーション」を降板したが、ライフワークである本番組は引き続き出演する予定だった。しかし同年2月25日に「久米宏のがん戦争～愛するわが子に突然の宣告　絶望と涙の中で、あなたはどう答えますか?」がスイスペ!枠内で放送されたのを最後にシリーズ自体が事実上終了（打ち切り）となった。

## 司会
- 久米宏

## ナレーション
- 大江千里（1993年）

## ネット局
| スタブアイコン | サブスタブ | この項目は、まだ閲覧者の調べものの参照としては役立たない、テレビ番組に関連した書きかけの項目です。この項目を加筆・訂正などしてくださる協力者を求めています（P:テレビ/PJ:放送または配信の番組）。 |